# Junonia apollonia
Junonia apollonia är en fjärilsart som beskrevs av Hans Fruhstorfer 1906. Junonia apollonia ingår i släktet Junonia och familjen praktfjärilar. Inga underarter finns listade i Catalogue of Life.